# Arquidiócesis de Daca
La arquidiócesis de Daca (en latín: Archidioecesis Dhaken(sis), en inglés: Roman Catholic Archdiocese of Dhaka y en bengalí: ঢাকার বিশপের এলাকা) es una circunscripción eclesiástica latina de la Iglesia católica en Bangladés, sede metropolitana de la provincia eclesiástica de Daca. La arquidiócesis tiene al arzobispo Bejoy Nicephorus D'Cruze, O.M.I. como su ordinario desde el 30 de septiembre de 2020. 

## Territorio y organización
La arquidiócesis tiene 12 000 km² y extiende su jurisdicción sobre los fieles católicos de rito latino residentes en los distritos o zilas de: Daca, Gazipur, Manikganj, Munshiganj, Narsingdi y Narayanganj, pertenecientes a la división de Daca, y los distritos de Brahmanbaria y Comilla pertenecientes a la división de Chittagong.
La sede de la arquidiócesis se encuentra en la ciudad de Daca, en donde se halla la Catedral de Santa María.
En 2019 en la arquidiócesis existían 24 parroquias.
La arquidiócesis tiene como sufragáneas a las diócesis de: Dinajpur, Mymensingh, Rajshahi y Sylhet.

## Historia
El vicariato apostólico de Bengala Oriental fue erigido por el papa Pío IX el 15 de febrero de 1850 con el breve Exponendum Nobis separando territorio del vicariato apostólico de Bengala (hoy arquidiócesis de Calcuta).
El 1 de septiembre de 1886 el vicariato apostólico fue elevado a diócesis con la bula Humanae salutis del papa León XIII. El 7 de junio de 1887, con el breve Post initam, la diócesis, que tomó el nombre de diócesis de Dacca, pasó a formar parte de la provincia eclesiástica de la arquidiócesis de Calcuta.
El 13 de diciembre de 1889 cedió parte de su territorio para de la erección de la prefectura apostólica de Assam (hoy arquidiócesis de Shillong).
El 25 de mayo de 1927 cedió otra parte de su territorio para la erección de la diócesis de Chittagong (hoy arquidiócesis de Chittagong) mediante el breve In illis christiani del papa Pío XI.
El 3 de julio de 1929, cuatro parroquias que hasta entonces dependían de los obispos de Santo Tomé de Meliapor pasaron a la jurisdicción de los obispos de Daca en virtud de los derechos del Padroado portugués y mediante la bula Quae ad spirituale.
El 15 de julio de 1950 la diócesis fue elevada al rango de arquidiócesis metropolitana con la bula Rerum locorumque del papa Pío XII.
El 17 de enero de 1952, el 15 de mayo de 1987 y el 8 de julio de 2011, la arquidiócesis cedió otras porciones de territorio para la erección del vicariato apostólico de Haflong (hoy diócesis de Aizawl en India, mediante la bula Fit nonnumquam del papa Pío XII), de la diócesis de Mymensingh (mediante la bula Ex quo superno del papa Juan Pablo II) y de la diócesis de Sylhet (mediante la bula Missionali Ecclesiae del papa Benedicto XVI).

## Estadísticas
De acuerdo al Anuario Pontificio 2020 la arquidiócesis tenía a fines de 2019 un total de 80 487 fieles bautizados.
| Año                                                                             | Población            | Población  | Población      | Sacerdotes | Sacerdotes    | Sacerdotes    | Bautizados por sacerdote | Diáconos permanentes | Religiosos | Religiosos | Parroquias |
| Año                                                                             | Bautizados católicos | Total      | % de católicos | Total      | Clero secular | Clero regular | Bautizados por sacerdote | Diáconos permanentes | Varones    | Mujeres    | Parroquias |
| ------------------------------------------------------------------------------- | -------------------- | ---------- | -------------- | ---------- | ------------- | ------------- | ------------------------ | -------------------- | ---------- | ---------- | ---------- |
| 1950                                                                            | 35 378               | 18 200 000 | 0.2            | 62         | 24            | 38            | 570                      |                      | 21         | 105        | 22         |
| 1970                                                                            | 63 309               | 25 000     | 0.3            | 57         | 24            | 33            | 1110                     |                      | 63         | 221        | 26         |
| 1980                                                                            | 81 169               | 30 706 000 | 0.3            | 55         | 26            | 29            | 1475                     | 1                    | 66         | 226        | 26         |
| 1990                                                                            | 56 932               | 26 347 000 | 0.2            | 73         | 35            | 38            | 779                      |                      | 101        | 360        | 28         |
| 1999                                                                            | 68 629               | 30 148 790 | 0.2            | 74         | 34            | 40            | 927                      |                      | 106        | 563        | 19         |
| 2000                                                                            | 70 821               | 30 157 061 | 0.2            | 95         | 42            | 53            | 745                      |                      | 134        | 573        | 19         |
| 2001                                                                            | 70 060               | 30 170 665 | 0.2            | 91         | 38            | 53            | 769                      |                      | 126        | 498        | 19         |
| 2002                                                                            | 66 785               | 30 258 660 | 0.2            | 83         | 31            | 52            | 804                      |                      | 132        | 508        | 19         |
| 2003                                                                            | 73 508               | 30 563 833 | 0.2            | 90         | 33            | 57            | 816                      |                      | 110        | 526        | 20         |
| 2004                                                                            | 74 871               | 30 574 441 | 0.2            | 92         | 33            | 59            | 813                      |                      | 110        | 544        | 20         |
| 2006                                                                            | 79 008               | 30 581 248 | 0.3            | 108        | 44            | 64            | 731                      |                      | 126        | 562        | 20         |
| 2011                                                                            | 79 080               | 31 210 520 | 0.3            | 127        | 55            | 72            | 623                      |                      | 143        | 560        | 21         |
| 2011                                                                            | 62 080               | 22 948 906 | 0.3            | 106        | 48            | 58            | 586                      |                      | 140        | 530        | 15         |
| 2013                                                                            | 62 780               | 23 339 945 | 0.3            | 125        | 52            | 73            | 502                      |                      | 133        | 563        | 18         |
| 2016                                                                            | 76 072               | 23 673 082 | 0.3            | 107        | 44            | 63            | 710                      |                      | 135        | 341        | 19         |
| 2019                                                                            | 80 487               | 24 419 640 | 0.3            | 105        | 48            | 57            | 766                      |                      | 178        | 338        | 24         |
| Fuente: Catholic-Hierarchy, que a su vez toma los datos del Anuario Pontificio. |                      |            |                |            |               |               |                          |                      |            |            |            |

## Episcopologio

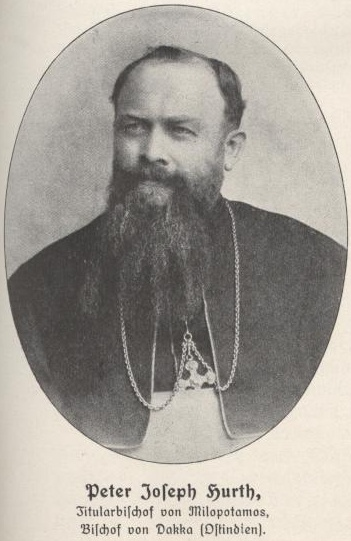
Peter Joseph Hurth, C.S.C., dirigió la diócesis de 1894 a 1909

- Thomas Oliffe † (15 de febrero de 1850-2 de noviembre de 1855 sucedió al vicario apostólico de Bengala Occidental)
- Augustin Verité, C.S.C. † (6 de junio de 1856-1860)
- Peter Dufal, C.S.C. † (3 de julio de 1860-28 de julio de 1876 renunció)
- Jordan Marie Joseph Ballsieper, Cong.Subl.O.S.B. † (5 de abril de 1878-1 de febrero de 1890 falleció)
- Augustin Joseph Louage, C.S.C. † (21 de noviembre de 1890-8 de junio de 1894 falleció)
- Peter Joseph Hurth, C.S.C. † (26 de junio de 1894-15 de febrero de 1909 renunció[14])
- Frederick Franz Linneborn, C.S.C. † (13 de febrero de 1909-21 de julio de 1915 falleció)
- Amand-Théophile-Joseph Legrand, C.S.C. † (16 de agosto de 1916-9 de noviembre de 1929 renunció[15])
- Timothy Joseph Crowley, C.S.C. † (9 de noviembre de 1929 por sucesión-2 de octubre de 1945 falleció)
- Lawrence Leo Graner, C.S.C. † (13 de febrero de 1947-23 de noviembre de 1967 renunció[16])
- Theotonius Amal Ganguly, C.S.C. † (23 de noviembre de 1967 por sucesión-2 de septiembre de 1977 falleció)
- Michael Rozario † (17 de diciembre de 1977-9 de julio de 2005 retirado)
- Paulinus Costa † (9 de julio de 2005-22 de octubre de 2011 retirado)
- Patrick D'Rozario, C.S.C. (22 de octubre de 2011 por sucesión-30 de septiembre de 2020 retirado)
- Bejoy Nicephorus D'Cruze, O.M.I., desde el 30 de septiembre de 2020